# Rikishi (catch)
Pour les articles homonymes, voir Fatu et Rikishi.
Solofa Fatu, Jr. (né le 11 octobre 1965 à San José), est un catcheur (lutteur professionnel) américain plus connu sous son nom de ring Rikishi.
Il est le frère des catcheurs Eddie et Sam Fatu et neveu des Wild Samoans Afa et Sika Anoa'i, il s'entraîne auprès de ses oncles. Il commence sa carrière au Canada avant de rejoindre la World Championship Wrestling où sous le nom de Fatu il fait équipe avec son cousin Samu (en) et forment la Samoan Swat Team. Il va ensuite à la World Wrestling Federation / Entertainment (WWF puis WWE à partir de 2002) et devient champion du monde par équipe de la WWF avec son cousin.
À la fin des années 1990, il change de nom de ring et de gimmick pour celui de Rikishi. Il incarne un sumo-danseur qui humilie ses ennemis en collant ses fesses sur leur visage. Il rajoute à son palmarès un titre de champion intercontinental de la WWF.

## Jeunesse
Fatu a deux frères : son jumeau Sam et Eddie plus connu sous le nom d'Umaga. Ils sont les neveux des catcheurs Afa et Sika Anoa'i.

## Carrière

### Débuts (1985-1989)
Fatu s'entraîne auprès de ses oncles et part à Montréal travailler au sein de la Lutte Internationale sous le nom d'Alofa et a notamment une rivalité avec son cousin Samula Anoaʻi (en). Ils partent tous les deux à Porto Rico où ils font équipe sous le nom de Samoan Swat Team et utilise son nom de famille comme nom de ring. Ils deviennent populaire au Texas à la World Class Wrestling Association (WCWA) où ils remportent à trois reprises le championnat du monde par équipes de la WCWA et ont Buddy Rogers comme manager,.

### World Championship Wrestling (1989-1990)
En 1989, Fatu et Samu rejoignent la World Championship Wrestling (WCW) et ont Paul E. Dangerously comme manager. Le 2 avril au cours de Clash of the Champions VI, ils battent les Midnight Express (Bobby Eaton et Stan Lane). Ils participent au tournoi pour désigner les champions du monde par équipe de la National Wrestling Alliance (version Mid-Atlantic) où ils atteignent les demi finale après leur victoire face à Ron Simmons et Ranger Ross dans un match diffusé le 27 mai. Ils se retrouvent face aux Midnight Express qui les éliminent avec l'aide des Road Warriors en fin de match.

### The Headshrinkers (1992-1994)
En 1992 Samu et Fatu signaient à la World Wrestling Federation, et étaient managés par le frère de Samu, Afa. L'équipe changeait de nom pour The Headshrinkers mais leur gimmick de samoans reste le même. Rodney Anoa'i signait aussi avec la WWF mais il était renommé "Yokozuna" et les liens familiaux entre les Samoans n'étaient pas mentionnés à l'écran. L'équipe marquait sa présence d'entrée en aidant Money Inc. à battre les Natural Disasters pour remporter le titres par équipe de la WWF. Au début de leur passage à la WWF, les Headshrinkers rivalisaient avec les Natural Disasters et la récente High Energy.
Entre 1992 et début 1994, les Headshrinkers gardaient une position dans le ventre mou de la division par équipe. Ils se dirigeaient occasionnellement en défi pour les titres et faisaient quelques apparitions sporadiques en PPV avec des feuds face à des équipes comme The Smokin' Gunns et Men on a Mission. Les Headshrinkers aidaient leur proche Yokozuna dans un casket match contre The Undertaker au Royal Rumble 1994. En avril 1994, les Headshrinkers devenaient face et défiaient les champions de longue durée The Quebecers; avec l'ajout du manager Lou Albano l'équipe décrochait l'or le 26 avril 1994. Au King of the Ring 1994 le 19 juin, les Headshrinkers défendaient successivement les titres par équipe contre Yokozuna et Crush. Leur règne arrivait à une fin surprise dans un show non-télévisé le 28 août quand ils perdaient les titres contre Shawn Michaels et Diesel. Le changement de titre arrivait juste la veille d'une défense de titre prévue contre Irwin R. Schyster et Bam Bam Bigelow. Peu de temps après ce changement de titre, Samu quittait la WWF pour récupérer de blessures et il était remplacé par Sionne, qui formait la "New Headshrinkers" avec Fatu.

### The New Headshrinkers (1994-1995)
La raison Kayfabe donnée pour le départ de Samu était qu'il n'était pas d'accord avec les tentatives du manager Lou Albano de civiliser les Headshrinkers, spécialement pour les faire porter des bottes. Pour la toute première fois la moitié des Samoan Swat Team/Headshrinkers n'était pas un membre de la famille Anoa'i ou un Samoan, comme Sionne venait des îles Tonga. Les New Headshrinkers faisait une apparition PPV en équipe pour les Survivor Series 1994 où ils étaient rapidement éliminés. Ils étaient aussi tous les deux participants au Royal Rumble 1995. La seule autre apparition notable des New Headshrinkers était dans le cadre d'un tournoi pour couronner les nouveaux champions par équipe de la WWF fin 1994, début 1995. Les New Headshrinkers perdaient contre Bam Bam Bigelow et Tatanka dans les demi-finales. En juillet, les New Headshrinkers prenaient fin comme Sionne rejoignait la WCW. Au moment où Sionne quittait la WWF, l'équipe était utilisée pour mettre en avant des équipes comme Jacob & Eli Blu.

### Débuts en simple (1994-1997)
Après avoir été longtemps en équipe, Fatu devenait catcheur en simple en 1994. La World Wrestling Federation changeait complètement Fatu, abandonnant la gimmick de “sauvage" et révélant que Fatu peut parler anglais et qu'il était élevé aux US. Fatu devenait un “homme de la rue" parlant du fait d'avoir grandi dans le ghetto, et s'être fait vraiment tirer dessus par des gangsters en voiture. Il devenait une influence positive pour les enfants avec les slogan “Make a difference". Pendant ce temps il était référé comme “Make a Difference" Fatu ou Phatu. Peu de temps après, deux hommes commençaient à se pointer à chaque fois que Fatu était dans un ring. Samu avec son frère Lloyd Anoa'i, appelés "The Samoan Gangster Party" étaient à le regarder. Samu avait aussi abandonné la gimmick de sauvage, Samu et Lloyd ayant désormais le look de membres de gang. Les deux hommes ne catchaient pas pour la WWF mais regardaient Fatu de loin alors que l'ancien membre des Headshrinker essayait de tourner lui-même en une image positive pour les enfants de la rue. La storyline n'a jamais été nulle part comme le Samoan Gangster party n'était jamais sur le ring ou confrontait Fatu avant qu'il soit complètement changé et que toute la storyline soit abandonnée.
La World Wrestling Federation décidait de donner à Fatu un changement total, comme il devenait un stéréotype de "l'orient" connu comme The Sultan, avec un mask pour cacher qui portrayait la gimmick. Fatu catchait en tant que Sultan pendant une année, décrochant une chance pour le Titre Intercontinental de Rocky Maivia à WrestleMania 13 mais il échouait à décrocher la ceinture. La gimmick du Sultan était abandonnée avant la fin 1997.

### Rikishi (1999-2004)

#### 1999-2000
Fatu quittait les feux des projecteurs quand la gimmick du Sultan était abandonnée, luttant désormais sur le circuit indépendant. Il réapparaissait fin 1999 en tant que Rikishi (littéralement, "l'homme fort") Phatu, ce qui était finalement écourté en juste Rikishi. Il avait gagné beaucoup de poids, teient ses cheveux en blond, et échangé ses longues culottes pour une lannière de cuir. Le personnage de Rikishi avait une brève feud avec Viscera avant de s'aligner avec Too Cool, qui consistait de Grandmaster Sexay et Scotty Too Hotty. C'était à ce moment que la popularité de Rikishi commençait à augmenter alors que leur danse de routine d'avant match devenait populaire envers les fans.
Au Royal Rumble 2000, Rikishi éliminait sept adversaires dans le Royal Rumble match; il était éliminé par six catcheurs qui travaillaient ensemble. Rikishi, Too Cool et Chyna commençaient à rivaliser avec The Radicalz, Chyna s'en allant finalement avec Eddie Guerrero. À WrestleMania 2000, Rikishi et Kane battaient "The Road Dogg" Jesse James et X-Pac. Après le match, Pete Rose (après une distraction de The San Diego Chicken) courait sur le ring pour attaquer Kane, mais recevait un chokeslam de Kane et encaissait un Stinkface de Rikishi.
En mai 2000, Rikishi et Too Cool rivalisaient avec Edge, Christian, et Kurt Angle (Team ECK), avec une victoire à Judgment Day. Après avoir remporté le Titre Intercontinental le 22 juin 2000 à WWE SmackDown contre Chris Benoit, Rikishi se qualifiait pour le tournoi du King of the Ring. Le 25 juin 2000 il battait Benoit et Val Venis respectivement dans les quarts et demi-finales, mais ses deux adversaires le frappait avec une chaise après leur défaite, affaiblissant son coude et aidant Kurt Angle à le battre en finale.
Frustré par l'attaque de Venis au King of the Ring, Rikishi affrontait Val Venis le 6 juillet, et perdait son titre après que Tazz le frappait avec une caméra de télévision. Rikishi a ffrontait Val Venis dans un match revanche en cage à Fully Loaded. Pendant le match, Rikishi escaladait la cage, dans un mouvement rappelant son oncle Jimmy "Superfly" Snuka, sautant du haut, et s'écrasant sur Venis. Rikishi était battu par Venis peu de temps après que Tazz le frappait de nouveau avec une caméra de télévision.
Pour les mois suivants, Rikishi tentait de récupérer le titre Intercontinental. À Unforgiven, il était battu par le champion Eddie Guerrero. Rikishi était disqualifié quand, frustré par ses interventions répétées, il portait un superkick sur Chyna. Ceci amenait la renaissance d'un personnage sombre.
Le 9 octobre 2000, le Commissionaire Mick Foley utilisait un lapsus sortant de la bouche de Scotty Too Hotty pour impliquer Rikishi comme la personne qui a attaqué Stone Cold Steve Austin aux Survivor Series, alors que Scotty disait qu'il avait été réuni cette nuit avec Grand Master Sexay et Rikishi. Cependant, Foley disait plus tard dans la soirée que Rikishi à ce moment n'avait pas encore débuté. En fait, ce n'est pas vrai, comme Rikishi avait débuté le dimanche soir d'avant les Survivor Series '99 à WWF Jakked. Rikishi admettait avoir blessé Austin, affirmant qu'il l'avait fait pour permettre à son cousin The Rock d'achever sa célébrité, insistant sur le fait que Buddy Rogers, Bruno Sammartino, Bob Backlund, Hulk Hogan, et Austin - "Le Grand Espoir Blanc" - ont toujours été mis en avant au détrimant des samoans comme High Chief Peter Maivia et Jimmy "Superfly" Snuka.
Austin demandait immédiatement d'obtenir sa revanche, affrontant Rikishi dans un No Holds Barred Match à No Mercy. Le match était nul quand Austin amenait Rikishi sur le parking et tentait de l'écraser, mais une voiture de police interceptait celle d'Austin, sauvant ainsi Rikishi. Bien que Austin était arrêté, il avait sévèrement blessé Rikishi, infligeant plusieurs coupures et contusions au visage. Plus tard cette soirée, Rikishi tentait d'aider The Rock à conserver le WWF Championship dans un match contre Kurt Angle, mais "accidentellement" donnait un coup de pied à The Rock et le mettait hors d'état de nuire, permettant à Angle de porter l'Olympic Slam sur les deux hommes et de remporter le match.
Après plusieurs circonstances où Austin était attaqué en coulisse par un assaillant non vu, il devenait clair que Rikishi avait un complice. Pendant un match handicap où Rikishi et Kurt Angle étaient contre Austin, Triple H venait sur le ring, apparemment pour aider Austin, mais il choquait le public en frappant Austin avec une masse. Ceci amenait Triple H à révéler qu'il avait lui-même fait l'assaut, remettant ainsi Rikishi dans son rang. Rikishi ne récupèrera jamais la popularité dont il jouissait dans ses premières heures en tant que Rikishi.
Rikishi perdait contre The Rock aux Survivor Series. Il participait ensuite aux six-man Hell in a Cell match à Armageddon 2000 pour le WWF Championship, dans lequel il encaissait un chokeslam du haut de la cage de la part de l'Undertaker.

#### 2001-2004

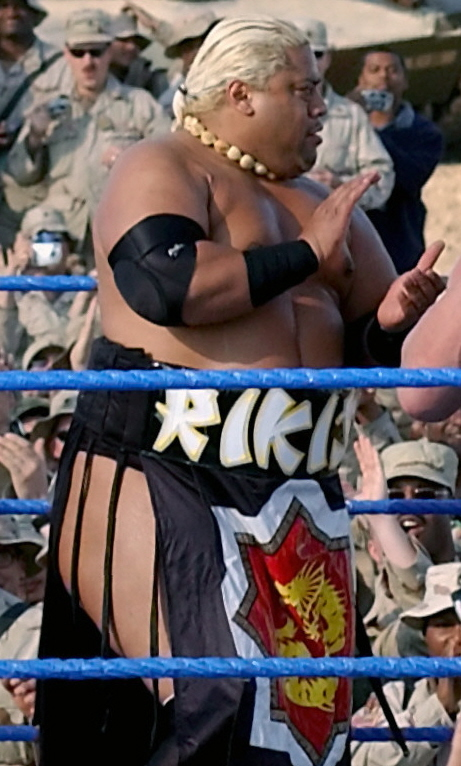
Rikishi, performant pour les troupes de la Coalition à Camp Victory à Bagdad en Irak.

Il remportait un match lui permettant d'entrer au Royal Rumble 2001 au numéro 30, mais il ne restait pas longtemps avant de se faire éliminer par The Rock dans le Royal Rumble.
Après le retour de Haku au Royal Rumble, Rikishi et Haku formaient une équipe, et rivalisaient avec Kane et The Undertaker. L'équipe se séparait quand Rikishi était mis de côtés avec une blessure au tympan, et que Haku était plus tard renvoyé. Rikishi revenait de blessure le 7 mai 2001 et s'est fait encourager par Foley à devenir de nouveau un bon gars. Il catchait pour quelques semaines avant de subir une blessure au coude qui lui fera rater une grosse partie de l'année 2001.
Rikishi revenait le 6 décembre 2001, délivrant un Stink Face à Vince McMahon. La raison pour ceci étant que la semaine précédente The Rock et Trish Stratus étaient dans un match contre Kurt Angle et Vince McMahon. La stipulation était que si The Rock perdait, il devait embrasser les fesses de McMahon et que si The Rock l'emportait, Vince devait embrasser les fesses de quelqu'un. The Rock l'emportait et décidait donc de qui McMahon devait embrasser les fesses; il choisissait tout d'abord Jim Ross, ensuite Trish Stratus, mais finalement appelait Rikishi et poussait la tête de McMahon dans le derrière de Rikishi.
Durant l'année 2002,il tente de prendre le WWF Intercontinental Championship et le European Championshipface à William Regal à Raw et à WWE Heat mais il ne réussira pas,en premier à cause du Power Of Punch et un autre à cause de Brock Lesnar à Raw.
Au WWE Brand Extension, Rikishi était drafté à SmackDown!. À Judgment Day 2002, il affrontait Billy et Chuck dans un match au "partenaire secret". Son équipier s'avérait être Rico, le styliste de Billy et Chuck. Malgré les meilleurs efforts de Rico pour injustement aider Billy et Chuck, Rikishi et lui remportaient le match et devenaient les Champions par équipe.
Rikishi n'était pas beaucoup utilisé fin 2002-début 2003. Il rivalisait avec John Cena, Bill DeMott, et les Full Blooded Italians à SmackDown!. Le retour de "Rowdy" Roddy Piper amenait Rikishi à le défier alors que Piper avait frappé l'oncle de Rikishi, Jimmy Snuka avec une noix de coco il y a quelques années de cela dans le Piper's Pit. À Backlash 2003, le protégé de Piper Sean O'Haire battait Rikishi après que Piper se prenait un coup de noix de coco de la part de Rikishi, donnant à O'Haire le temps de porter le Widowmaker sur Rikishi.
Rikishi formait finalement une équipe avec Scotty 2 Hotty, et le duo battait les Basham Brothers pour le WWE Tag Team Championship le 5 février 2004, détenant les ceintures pour deux mois et demi avant de les perdre contre Charlie Haas et Rico.

### Après la WWE
Rikishi était renvoyé par la WWE le 16 juillet 2004, à la suite de requêtes répétées de la WWE pour qu'il perde du poids. Il continuait de lutter sur le circuit indépendant. En octobre 2005, Fatu écourtait son nom en Kishi après s'être fait remarquer par les représentants légaux de la WWE que la WWE détenait les droits sur le nom "Rikishi". Fatu, en tant que Kishi, ouvrait la Nu-Wrestling Evolution, une fédération de catch basée en Italie.
Le 17 février 2007, Fatu catchait en tant que SUMO RIKISHI dans un match par équipe à un show de la All Japan Pro Wrestling, alors qu'il était amené par Keiji Mutoh pour rivaliser avec Akebono. Il a aussi récemment signé avec Jakks Pacific pour avoir sa propre figurine Rikishi dans la catégorie WWE Classic Superstar.
Le 12 août 2007, Fatu participait à un match par équipe à 8, en tant que Rikishi, au show TripleMania de la AAA.
Le 23 août 2007, Fatu participait à un Triple Threat match contre Samoa Joe et Sterling James Keenan à Ballpark Brawl VIII à Buffalo dans l'état de New York.
Rikishi a été prévu d'apparaître à la New Horizon Pro Wrestling à Perth en Australie avec Gangrel en novembre et décembre.

### Total Nonstop Action Wrestling (2007)
Le 13 septembre 2007 à iMPACT!, Fatu débutait à la Total Nonstop Action Wrestling sous le nom de ring Junior Fatu. Fatu affrontait Christian Cage le 20 septembre à iMPACT! dans son premier match, qu'il perdait à la suite d'une distraction du partenaire de Christian, A.J. Styles.
Deux semaines plus tard, Fatu faisait équipe avec LAX et Samoa Joe pour battre Styles, Christian, et Triple X.
La semaine suivante à « iMPACT! », Fatu faisait de nouveau équipe avec LAX pour faire face à Kurt Angle et Team 3D dans un match par équipe à six, qu'ils perdaient. Fatu avait aussi une entrevue où il disait à tout le monde qu'il obtiendrait bientôt sa chance pour le titre de la TNA.
A Bound for Glory, Fatu participait à une Bataille Royale et était la seconde personne à être éliminée, bien qu'il ait fallu tous les catcheurs présents sur le ring pour l'éliminer.
Le 25 octobre 2007 à iMPACT!, Fatu affrontait Robert Roode dans un match Fight for the Right Tournament, qu'il remportait à la suite d'une intervention de Samoa Joe. Cependant, après une dispute, la TNA décidait de ne plus utiliser Fatu. Chris Harris prenait la place de Fatu dans le Fight For The Right Tournament.

### Apparitions à la World Wrestling Entertainment (2012-...)
Il a introduit son cousin Yokozuna au WWE Hall of Fame avec The Usos. Lors du Raw du 16 juillet 2012, il bat Heath Slater. À noter qu'il a utilisé le Samoan Spike en hommage à son frère Umaga et le Banzai Drop en hommage à son cousin, Yokozuna. À la fin du match, les lumières se sont éteintes et ses deux fils, The Usos, sont venus le rejoindre sur le ring pour danser avec lui.
Le 6 janvier 2014 lors du Raw Old School, lui & Too Cool battent les 3MB (Heath Slater, Jinder Mahal et Drew McIntyre).
Le 28 mars 2015 il est récompensé pour sa carrière au sein de la WWE et devient officiellement Hall Of Famer et est introduit par ses fils Jey Uso et Jimmy Uso.

## Palmarès
- Power Pro Wrestling (Memphis)
  - 1 fois PPW Heavyweight Championship

- Pro Wrestling Illustrated
  - Classé numéro 347 des 500 meilleurs catcheurs dans le PWI Years de 2003.
  - Trophée PWI Comeback of the Year (2000)[48]

- Universal Wrestling Association
  - 1 fois UWA Trios Tag-Team Championship avec Kokina Maximus et The Samoan Savage

- World Class Wrestling Association
  - 3 fois WCWA Tag Team Championship avec Samu[6]
  - 1 fois WCWA Texas Tag Team Championship avec Samu

- World Wrestling Council
  - 1 fois WWC Caribbean Tag Team Championship avec Samu

- World Wrestling Federation/Entertainment
  - 1 fois WWF Intercontinental Championship
  - 1 fois WWE Tag Team Championship avec Scotty 2 Hotty
  - 2 fois World Tag Team Championship avec Samu (1) et Rico (1)
  - WWE Hall Of Famer 2015